# Pemphigus napaeus
Pemphigus napaeus är en insektsart. Pemphigus napaeus ingår i släktet Pemphigus och familjen långrörsbladlöss. Inga underarter finns listade i Catalogue of Life.